# Ryan Whiting
Ryan Whiting (Harrisburg, Estados Unidos, 24 de noviembre de 1986) es un atleta estadounidense, especialista en la prueba de lanzamiento de peso, con la que llegó a ser subcampeón mundial en 2013.

## Carrera deportiva
En el Mundial de Moscú 2013 gana la medalla de plata en lanzamiento de peso, tras el alemán David Storl y por delante del canadiense Dylan Armstrong, con un lanzamiento de 21,57 m.